# Paracheiridium decaryi
Paracheiridium decaryi es una especie de arácnido del orden Pseudoscorpionida de la familia Pseudochiridiidae.

## Distribución geográfica
Se encuentra en Madagascar.